# Diritti LGBT a San Marino
I diritti delle persone LGBT a San Marino sono differenti rispetto a quelli delle persone eterosessuali.

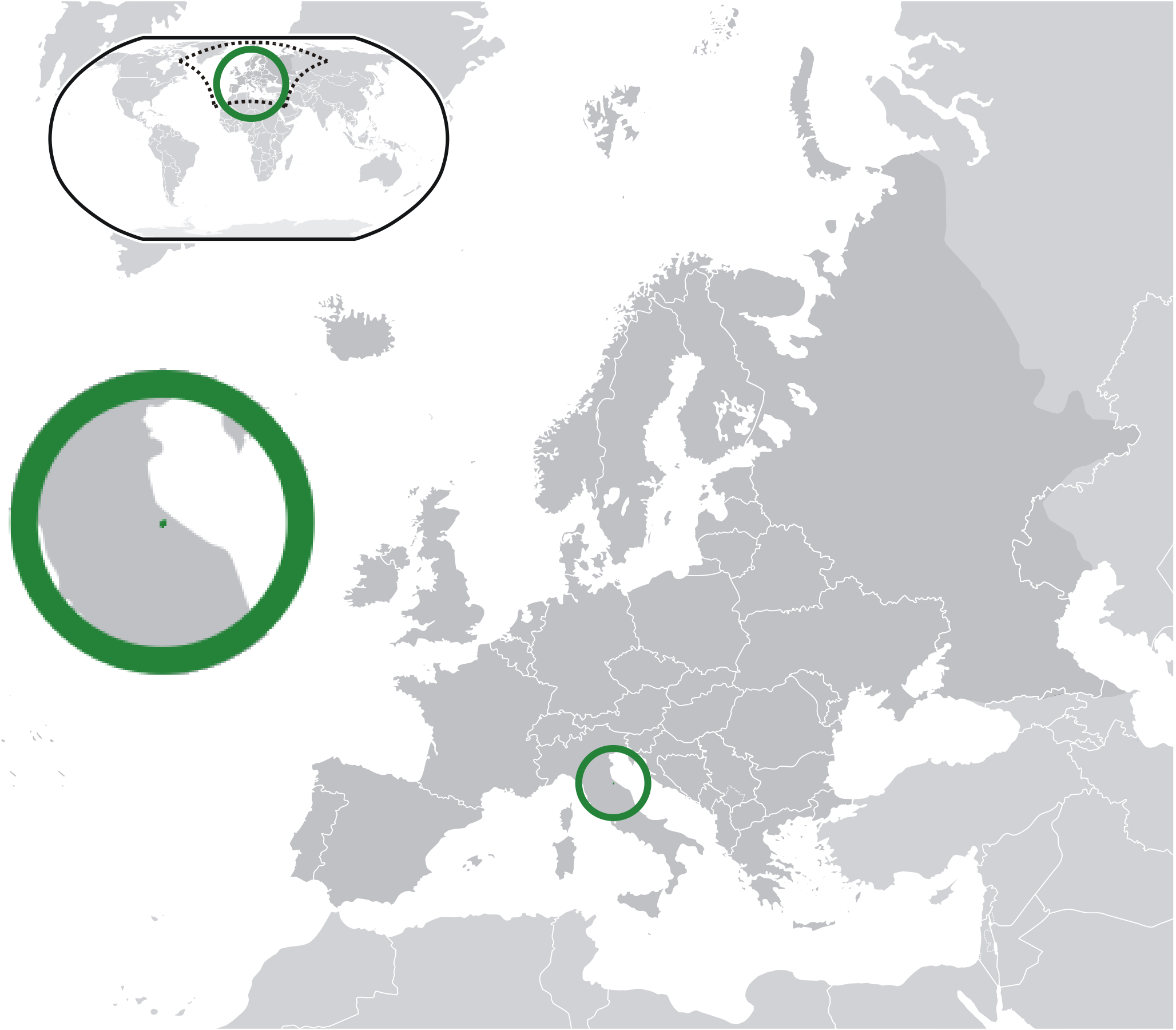
Localizzazione di San Marino

Nella Repubblica di San Marino l'omosessualità è legale. A San Marino pur non essendo riconosciuto il matrimonio tra persone dello stesso sesso le coppie omosessuali dispongono di alcune garanzie per tutelare le loro unioni.

## Diritto penale
Il divieto per l'omosessualità è stato abolito a San Marino nel 1864, ma nel 1974 il parlamento sammarinese adottò un nuovo codice penale che entrò in vigore nel 1975 e conteneva l'articolo 274; in base a questo articolo, i rapporti omosessuali potevano essere puniti con la reclusione da 3 mesi a un anno, se fossero stati continuati "abitualmente" o avessero causato uno "scandalo pubblico", ma non vi è alcuna testimonianza che l'articolo 274 sia mai stato applicato.
Nel settembre 2004 l'articolo 274 del codice penale sammarinese è stato abrogato con la legge n. 121.
L'età del consenso, fissata a 14 anni, è la stessa di quella eterosessuale.

## Tutele per le coppie omosessuali

### Unione omosessuale
L'unione tra persone dello stesso sesso non è riconosciuto, ma il Consiglio Grande e Generale con voto favorevole di 33 membri contro 20 il 26 giugno 2012 ha concesso alle coppie dello stesso sesso di un paese estero la possibilità di richiedere il permesso di soggiorno, e quindi la residenza anche se conviventi, portando quindi al riconoscimento di fatto delle coppie omosessuali da parte dello stato sammarinese in seguito ad una Istanza d'Arengo proposta da LGBT-San Marino.
La decisione è stata molto contestata dal vescovo della diocesi di San Marino-Montefeltro monsignor Luigi Negri che ha definito la decisione "contro l'uomo e contro la Chiesa".
Il 19 settembre 2014 è stata bocciata dal Consiglio Grande e Generale con 35 voti contrari e 15 voti a favore l'Istanza per il riconoscimento dei matrimoni omosessuali celebrati all'estero, contro il riconoscimento si schierò tutta la coalizione di centro di San Marino Bene Comune (PDCS, PSD e AP), mentre a favore si sono schierati Movimento Civico R.E.T.E. e la coalizione di sinistra Cittadinanza Attiva formata da Sinistra Unita e Civico10.
Nel dicembre 2017 il parlamento sammarinese ha approvato un emendamento alla legge di bilancio 2018 in discussione al fine di permettere la celebrazione di matrimoni omosessuali, ma esclusivamente tra coppie straniere, al fine di incoraggiare il turismo.
Le coppie omosessuali sammarinesi continuerebbero a non potersi sposare. Il Governo ha ora il compito di redigere la legislazione necessaria al fine di rendere effettivo l'emendamento. Tuttavia, al 2024 sembra che ciò non sia ancora avvenuto.

### Unioni civili
Nel novembre 2018 sono state approvate le unioni civili con 40 voti a favore contro 4. Il testo della legge recita: “L'unione civile è il contratto mediante il quale è regolata una comunità di tipo familiare composta da due individui maggiorenni dello stesso sesso o di sesso diverso, al fine di organizzare la loro vita in comune”.
Le unioni civili sono quindi state regolamentate con la Legge 20 novembre 2018 n.147 e il Decreto Delegato 11 febbraio 2019 n.26 ha regolarizzato il regolamento per la disciplina e la tenuta dei Registri di Stato Civile delle unioni civili e per il rilascio della certificazione.
La legge sulle unioni civili garantisce alcuni diritti in merito a residenza, cittadinanza, diritti pensionistici, sistema sanitario, diritti successori e step-child adoption.
Ulteriormente con la Legge 24 giugno 2021 n.115 sono stati ampliati e armonizzati i diritti e doveri delle coppie che optano per l'unione civile, a quelli del matrimonio, eccezione fatta per il capitolo delle adozioni.

## Leggi sulla discriminazione e sui crimini d'odio
La legge sammarinese proibisce discriminazioni basate su etnia, sesso, religione, opinioni politiche, origine nazionale o cittadinanza, ceto sociale, disabilità, orientamento sessuale o identità di genere, età, lingua, status HIV positivo, o presenza di altre malattie trasmissibili. Il Governo fa rispettare questi divieti.
Il 20 aprile 2008 il parlamento sammarinese ha approvato alcuni emendamenti al codice penale, rendendo illegali discriminazioni, crimini d'odio e discorsi d'odio basati sull'orientamento sessuale. La legge è entrata in vigore l'8 maggio successivo.
Nel marzo 2019, il parlamento sammarinese ha approvato, con 35 voti a favore, 8 contrari e un astenuto, una proposta per aggiungere il termine "orientamento sessuale" all'articolo 4 della Costituzione di San Marino relativo al principio di uguaglianza.
Poiché non è stata raggiunta la maggioranza qualificata di 39 voti, il testo è stato sottoposto a referendum. Il 2 giugno 2019, il 71,46% dei cittadini sammarinesi ha approvato l'emendamento.

## Servizio militare
Le forze armate sammarinesi non vietano esplicitamente a persone LGBT di farne parte. Il codice di condotta delle forze di polizia proibisce discriminazioni ingiuste nell'arruolamento. Inoltre, gli ufficiali di polizia sono preparati a rispondere propriamente e a identificare discriminazioni, sia in pubblico che all'interno della forza di polizia stessa.

## Donazione di sangue
Le persone gay e bisessuali possono donare il sangue.

## Condizioni di vita
Le persone LGBT a San Marino passano inosservate. Inoltre, non vi sono denunce di violenza o crimini d'odio diretti alla comunità LGBT. Tuttavia, quando i gruppi LGBT hanno chiesto nel 2000 al Governo di riconoscere il 17 maggio come Giornata internazionale contro l'omofobia, la transfobia e la bifobia, il Governo ha respinto la proposta.

## Tabella riassuntiva
| Attività omosessuale legale                                                                                     | (dal 2004, anche se le precedenti leggi del 1975 e del 1865 non sono mai state applicate)                         |
| Parità nell'età del consenso sessuale                                                                           | Si |
| Leggi anti discriminatorie nel posto di lavoro                                                                  | (dal 2008; costituzionalmente dal 2019)                                                                           |
| Leggi anti discriminatorie nella fornitura di beni e servizi                                                    | (dal 2008; costituzionalmente dal 2019)                                                                           |
| Leggi anti discriminatorie in tutti gli altri settori (inclusa discriminazione indiretta ed espressioni d'odio) | (dal 2008; costituzionalmente dal 2019)                                                                           |
| Leggi anti discriminatorie relative all'identità di genere                                                      | ( Legge 6 maggio 2016 n.57)                                                                                       |
| Unioni civili                                                                                                   | (dal 2018) |
| Matrimonio omosessuale                                                                                          | (proposto. Dal 2017 solo per stranieri)                                                                           |
| Stepchild adoption da parte di coppie dello stesso sesso                                                        | (dal 2018) |
| Adozione congiunta da parte di coppie dello stesso sesso                                                        | No |
| Adozione di bambini da parte di persone singole LGBT                                                            | (Legge N. 49 del 1986)                                                                                            |
| Permesso di servire apertamente come LGBT nelle forze armate                                                    | Si |
| Diritto di cambiare genere legalmente                                                                           | (non sono noti cambi di sesso da parte di cittadini sammarinesi, ma comunque non c'è nessuna legge che lo vieti)  |
| Accesso alla fecondazione in vitro per le lesbiche                                                              | No |
| Maternità surrogata commerciale per le coppie gay                                                               | No |
| Terapie di conversione di minori vietate                                                                        | (svolgere la terapia di conversione potrebbe essere contrario al codice deontologico dell'ordine degli psicologi) |
| Permesso di donare il sangue                                                                                    | Si |